# 梅浦駅
梅浦駅（メポえき）は、大韓民国世宗特別自治市芙江面盧湖里にある、韓国鉄道公社（KORAIL）京釜線の駅。
現在、旅客営業は行っていないが、貨物駅としてセメント輸送列車等の貨物取り扱いを行っている。

## 駅構造
島式ホーム2面4線を有する地上駅。

### のりば
| 1・2 | 京釜線 | 大田・釜山方面   |
| 3・4 | 京釜線 | 天安・ソウル方面 |

## 駅周辺
- 地方道第591号線（朝鮮語版）
- コットンネ大学校（朝鮮語版）
- 芙蓉産業団地
- 錦江

## 歴史
- 1946年2月18日 - 開業。
- 1972年7月20日 - 配置簡易駅から無配置簡易駅に変更。[1]
- 1977年12月26日 - 現在の駅舎を竣工。
- 2004年7月15日 - 旅客扱い中止。

## 隣の駅
韓国鉄道公社
京釜線（全列車通過）
芙江駅 - 梅浦駅 - 新灘津駅